# Carles II d'Orleans

Escut d'armes dels ducs d'Orleans

Carles II d'Orleans (Saint Germain-en-Laye 1522 - Forestmontier 1545), príncep de França i duc d'Orleans (Carles II 1522-1545) i d'Angulema (Carles IV 1540-1545).
Nasqué el 1522 sent el desè fill del rei Francesc I de França i la seva primera esposa Clàudia de França. Era net per línia paterna del comte Carles d'Angulema i Lluïsa de Savoia, i per línia materna del rei Lluís XII de França i la duquessa Anna de Bretanya. Fou germà del rei Enric II de França i el duc Francesc III de Bretanya. Només néixer fou nomenat duc d'Orleans si bé morí el 1545, el títol durant tres anys es mantingué sense successor, fins que el 1549 Enric II nomenà el seu fill Lluís de Valois duc d'Orleans.